# Coleophora santolinella
Coleophora santolinella é uma espécie de mariposa do gênero Coleophora pertencente à família Coleophoridae.